# 女房三十六歌仙
女房三十六歌仙（にょうぼうさんじゅうろっかせん）は、日本の鎌倉中期に成立した『女房三十六人歌合』に歌を採られた女性歌人三十六人を指す。この歌合は、藤原公任の「三十六人撰」に模して作られ、平安時代前期から鎌倉時代中期の女性歌人36人を、18人ずつ左方・右方の2組に分け、左方に小野小町から相模までの中古歌人を、右方に式子内親王から藻璧門院少将までの中世初頭の歌人を配し、一人三首ずつ番わせた紙上の歌合である。

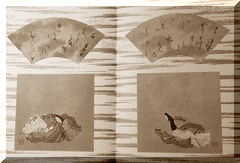
「女房三十六人歌合」のうち「伊勢」「宮内卿」 寛文年間 清原雪信筆 MIHO MUSEUM蔵。

## 概要
平安期から鎌倉期にかけての主要な女性歌人とその代表作が網羅されている。中古歌人のうち、小野小町・伊勢・中務・斎宮女御・小大君（三条院女蔵人左近）は「三十六人撰」、右大将道綱母・馬内侍・赤染衛門・和泉式部・紫式部・伊勢大輔・清少納言・相模は中古三十六歌仙と重複し、鎌倉期の歌人のうち八条院高倉・俊成卿女・宮内卿・藻璧門院少将は、「新三十六歌仙」に撰ばれている。「三十六人撰」に比べて知名度は低いため、美術資料の遺作は少ない。
その一方で女性歌人の肖像として網羅性があるため、素材として活用される機会が多いという。斎宮歴史博物館蔵 『女房三十六歌仙図屏風』（江戸前期）、『女房三十六歌仙図屏風』（江戸中期）、三井記念美術館蔵 土佐光起筆 『女房三十六歌仙帖』 江戸時代（17世紀） 、東洋文庫蔵 花形義融編 鳥文斎栄之・葛飾北斎画 『錦摺女三十六歌仙』（1801年（寛政13年））等がある。

## 女房三十六人歌合
| 【1】 | 【2】 | 左                           | 【3】 | 【3】 | 右                                 | 【4】 | 【5】 |
| ----- | ----- | ---------------------------- | ----- | ----- | ---------------------------------- | ----- | ----- |
| ○     |       | 小野小町                     | ○     | ○     | 式子内親王                         | ○     | ○     |
| ○     |       | 伊勢                         | ○     |       | 宮内卿                             | ○     | ○     |
| ○     |       | 中務                         |       | ○     | 周防内侍（平仲子）                 |       |       |
| ○     |       | 斎宮女御                     |       |       | 俊成卿女                           | ○     | ○     |
|       |       | 右近                         | ○     | ○     | 待賢門院堀河                       |       |       |
|       | ○     | 右大将道綱母                 | ○     |       | 宜秋門院丹後                       |       | ○     |
|       | ○     | 馬内侍                       |       |       | 嘉陽門院越前                       |       |       |
|       | ○     | 赤染衛門                     | ○     | ○     | 二条院讃岐                         |       | ○     |
|       | ○     | 和泉式部                     | ○     |       | 小侍従                             |       | ○     |
| ○     |       | 三条院女蔵人左近（小大君）   |       |       | 後鳥羽院下野                       |       |       |
|       | ○     | 紫式部                       | ○     |       | 弁内侍                             |       |       |
|       |       | 小式部内侍                   | ○     |       | 少将内侍                           |       |       |
|       | ○     | 伊勢大輔                     | ○     | ○     | 殷富門院大輔                       |       | ○     |
|       | ○     | 清少納言                     | ○     |       | 土御門院小宰相                     |       |       |
|       |       | 大弐三位（藤原賢子）         | ○     |       | 八条院高倉                         | ○     |       |
|       |       | 高内侍（儀同三司母）         | ○     |       | 後嵯峨院中納言典侍（典侍藤原親子） |       |       |
|       |       | 一宮紀伊（祐子内親王家紀伊） | ○     |       | 式乾門院御匣                       |       |       |
|       | ○     | 相模                         | ○     |       | 藻璧門院少将                       | ○     |       |

- 【1】：三十六歌仙に撰ばれた歌人
- 【2】：中古三十六歌仙に撰ばれた歌人
- 【3】：百人一首に撰ばれた歌人
- 【4】：新三十六歌仙に撰ばれた歌人
- 【5】：同（18番歌合形式）に撰ばれた歌人